# Liste der tschechischen Orden und Ehrenzeichen
Diese Liste gibt einen Überblick über die tschechischen bzw. tschechoslowakischen Orden und Ehrenzeichen.

## Republik (1918 bis 1948)
- Orden der Freiheit (1918)

Wappen der Tschechoslowakei

- Medaille Jan Žižka von Trocnov (1918)
- Falken-Orden (1918) (auch Štefánik-Orden)
- Tschechoslowakisches Kriegskreuz 1914–1918
- Tschechoslowakisches Kriegskreuz 1939
- Tschechoslowakische Revolutionsmedaille (1918)
- Siegermedaille (1919)
- Orden des Weißen Löwen (1922)
- Orden Karls IV. (1934)
- Orden des Heiligen Lazarus (1937)
- Gedenkmedaille für Loyalität und militärische Fähigkeiten (1938)
- Orden des Weißen Löwen für den Sieg (1945)
- Kommandeursorden Ja Zizkas von Trocnov (1945)
- Orden Karls IV. (Diplomabzeichen König Karls IV.) (1945)
- Militärorden für die Freiheit (1946)

## Sozialistische Republik (1948 bis 1989)

Wappen der ČSSR

- Tschechoslowakische Auszeichnung der Arbeit (1948)
- Orden des 25. Februar 1948 (1949)
- Orden des Sozialismus (1951)
- Orden der Republik (1951)
- Orden der Arbeit (1951)
- Goldener Stern eines Helden der sozialistischen Arbeit (1951)
- Orden für den Aufbau des sozialistischen Vaterlandes (1953–1955)
- Medaille von Jan Amos Comenius (1953)
- Medaille des Jan Evangelista (1954)
- Orden Klement Gottwalds für den Aufbau des sozialistischen Vaterlandes (1955)
- Ehrentitel „Held der Tschechoslowakischen Republik“ (1955)
- Goldener Stern eines Helden der CSR (1955)
- Orden des Roten Banners (1955)
- Orden des Roten Sterns (1955)
- Orden des Roten Banners der Arbeit (1955)
- Orden des Roten Sterns der Arbeit (1955)
- Medaille für Verdienste in der Landesverteidigung (1955)
- Ehrentitel „Held der Sozialistischen Arbeit“ (1959)
- Ehrentitel „Verdientes Mitglied des Nationaltheaters“ (1959)
- Ehrentitel „Verdientes Ehrenmitglied des Nationaltheaters“ (1959)
- Orden des Weißen Löwen (1962)
- Ehrentitel „Verdientes Mitglied des Slowakischen Nationaltheaters“ (1964)
- Ehrentitel „Verdientes Mitglied der Tschechischen Philharmonie“ (1964)
- Ehrentitel „Verdientes Mitglied der Slowakischen Philharmonie“ (1965)
- Ehrentitel „Verdientes Mitglied der militärischen Luftfahrt der Tschechoslowakei“ (1968)
- Ehrentitel „Verdienter Hochschullehrer“ (1968)
- Auszeichnung der Volksmiliz (1969)
- Ehrentitel „Verdienter Arbeiter der Kultur“ (1970)
- Ehrentitel „Verdienter Arbeitnehmer der Kultur“ (1970)
- Ehrenabzeichen für die Grenztruppen der Tschechoslowakei (1971)
- Orden des Siegreichen Februar (1973)
- Orden der Freundschaft (1976)
- Medaille der engagierte Arbeit für den Sozialismus (1976)
- Ehrentitel „Verdienter Erfinder der Tschechoslowakei“ (1976)
- Ehrentitel „Tschechoslowakischer Kosmonaut“ (1978)
- Auszeichnung für Verdienste um die Entwicklung der Bildung (1978)
- Verdienstmedaille der Tschechoslowakischen Volksarmee (1988)

## Tschechische Republik

Wappen der Tschechischen Republik

- Jan-Masaryk-Medaille, auch: Silberne Jan-Masaryk-Medaille
- Medaille für Heldentum (1990)
- Orden des Weißen Löwen (1994)
- Tomáš-Garrigue-Masaryk-Orden (1990/1994)
- Verdienstkreuz zum Verdienstorden
- Verdienstmedaille (1990)
- Verdienstmedaille für Diplomatie (2018)